# Roman Aleksiewicz
Roman Stanisław Aleksiewicz – polski lekarz weterynarii, doktor habilitowany nauk weterynaryjnych, profesor na Uniwersytecie Rolniczym im. Hugona Kołłątaja w Krakowie, specjalista od chirurgii weterynaryjnej.

## Kariera naukowa
W 1984 roku w Akademii Rolniczej we Wrocławiu uzyskał tytuł lekarza weterynarii. W 1998 roku na Wydziale Medycyny Weterynaryjnej Uniwersytetu Przyrodniczego w Lublinie uzyskał stopień doktora nauk weterynaryjnych na podstawie rozprawy pt. Skutki nadmiernej kumulacji żelaza w wątrobie w aspekcie zakłócania w niej metabolizmu glikozoaminoglikanów, której promotorem była Maria Wardas. W 2011 roku uzyskał w Państwowym Instytucie Weterynaryjny – Państwowym Instytucie Badawczym stopień doktora habilitowanego nauk weterynaryjnych na podstawie pracy pt. Wpływ kwasu hialuronowego oraz wczesnego wycięcia rany oparzeniowej na rezerwę energetyczną i równowagę prooksydacyjno-antyoksydacyjną w przebiegu SIRS wywołanego oparzeniem.